# Дзермиадо
Дзермиадо (на гръцки: Τζερμιάδο) е село в областна единица Ласити на остров Крит, Гърция.
Селото е разположено на платото Ласити в подножието на планината Селена и е отдалечено на около 20 km източно от град Агиос Николаос.

## Население
Според преброяването от 2011 г. населението наброява 637 жители.
| Година | Брой жители на Дзермиадо |
| ------ | ------------------------ |
| 1951   | 1243                     |
| 1961   | 1246                     |
| 1971   | 1129                     |
| 1981   | 1060                     |
| 2001   | 747                      |
| 2011   | 637                      |

В селото има гимназия, банкови клонове и поща, таверни и места за настаняване. Основното училище е закрито през 2014 г. поради липса на ученици. Жителите на Дзермиадо се занимават предимно с отглеждане на плодове и зеленчуци, тъй като платото Ласити е един от най-плодородните райони на Гърция.

## Забележителности
Близо до селото се намира пещерата Трапеза, в която са открити следи от живот още от неолита, и която в продължение на много дълго време е свещено място за поклонение. Само на 12 km от селото е и друга известна пещера - Диктейската, наричана още и Психро, в която според легендата Рея ражда Зевс, за да го спаси от баща му Кронос, който имал навика да изяжда децата си.
Местна забележителност са и многото вятърни мелници, които са типични за цялото плато Ласити. Днес те не се използват, но придават на околността характерен неповторим и запомнящ се вид.